# Poecilia vandepolli
Poecilia vandepolli är en fiskart som beskrevs av Van Lidth de Jeude, 1887. Poecilia vandepolli ingår i släktet Poecilia och familjen Poeciliidae. Inga underarter finns listade i Catalogue of Life.